# قاي بيي
قاي بيي (بالإنجليزية: Guy Bee)‏ هو منتج تلفزيوني ومصور سينمائي ومخرج أمريكي، ولد في 1961.

## وصلات خارجية
- الموقع الرسمي
- قاي بيي على موقع IMDb (الإنجليزية)
- قاي بيي على موقع ألو سيني (الفرنسية)
- قاي بيي على موقع أول موفي (الإنجليزية)
- قاي بيي على موقع قاعدة بيانات الأفلام السويدية (السويدية)
- قاي بيي على موقع قاعدة بيانات الفيلم (الإنجليزية)
- قاي بيي على موقع كينوبويسك (الروسية)